# Neopachnistis
Neopachnistis is een geslacht van vlinders van de familie tastermotten (Gelechiidae).

## Soorten
- N. amblystola Janse, 1954
- N. autophanta (Meyrick, 1921)
- N. finitima (Meyrick, 1921)
- N. microphanta (Meyrick, 1921)
- N. parochroma Janse, 1954
- N. pseudomorpha Janse, 1954
- N. tephrodes (Meyrick, 1909)